# Kančevci
Kančevci (węg. Felsőszentbenedek, w dialekcie prekmurskim Kančovci) – miejscowość w Słowenii w gminie Moravske Toplice w regionie Prekmurje.
W Kančevci znajduje się Kościół św. Benedykta, którego początki istnienia sięgają 1208 roku.
W tej miejscowości działał Mikloš Küzmič - rzymskokatolicki duchowny, pisarz słoweński.